# Oriol Riba i Arderiu
Oriol Riba i Arderiu (Barcelona, 1923 - 31 de maig de 2011) fou un doctor en geologia i professor emèrit d'estratigrafia de la Facultat de Geologia de la Universitat de Barcelona.

## Família
Oriol Riba era el segon fill de Carles Riba i Bracons i Clementina Arderiu. Era net d'Antoni Riba i oncle de Carles Riba i Romeva, Mercè Riba i Pau Riba, i besoncle de Caïm Riba.

## Biografia
Llicenciat en ciències naturals i doctor en geologia per la Universitat de Barceolona (UB), va ser un dels geòlegs més reconeguts i dels que més bé coneixien el país. Va ser investigador del Consell Superior d'Investigacions Científiques, a Wageningen (Països Baixos), a Angers i Rennes (França) i catedràtic a la Universitat de Saragossa i a la Facultat de Geologia de la Universitat de Barcelona. Va ser membre de la Secció de Ciència i Tecnologia i president de la Institució Catalana d'Història Natural (ICHN), de l'Institut d'Estudis Catalans.
A la UB hi va fundar el Departament d'Estratigrafia i Geologia Històrica i també hi va promoure les especialitats de sedimentologia, geologia marina i geologia del petroli. Va fer recerca d'hidrocarburs al País Basc, a Navarra, a La Rioja i a la Catalunya central; també a Guinea i al Sàhara. Va investigar la conca terciària de l'Ebre i la serralada Ibèrica.
Riba va orientar part de la seva recerca a l'estudi del subsòl de la ciutat de Barcelona, una activitat capdavantera, aleshores, al país. Fruit d'aquesta recerca, l'any 2009 va publicar, juntament amb Ferran Colombo, l'obra Barcelona: la Ciutat Vella i el Poblenou. Assaig de geologia urbana. També va ser coautor, i un dels promotors, del Diccionari de geologia (1997). A més de membre de l'Institut d'Estudis Catalans va formar part del Consell de Protecció de la Natura, de la zona volcànica d'Olot. També era membre fundador de l'Associació Internacional de Sedimentologia. Va rebre la Medalla Narcís Monturiol al mèrit científic i tecnològic de la Generalitat de Catalunya l'any 1992.